# Торфоразработки (посёлок)
Торфоразработки — поселок в составе  Андреевского сельского поселения Темниковского района Республики Мордовия.

## География
Находится на правобережье Мокши на расстоянии примерно 8 километров на северо-восток от районного центра города Темников.

## История
Основан после 1945 года.

## Население
Постоянное население составляло 22 человека (мордва-мокша 82%) в 2002 году, 10 в 2010 году .